# Robyn Moodaly
Robyn Kimberly Moodaly (* 16. Juni 1994 in East London) ist eine südafrikanische Fußballspielerin.

## Karriere

### Vereine
Im Jahr 2013 ging sie zum Studieren in die USA und spielte in dieser Zeit für die AIB Eagles, dort war sie bis 2014 aktiv. In ihrem ersten Jahr hier machte sie auch zudem noch zwei Partien in der W-League für Colorado Rush. Von 2015 bis 2018 war sie in ihrer College-Zeit dann noch für Northwestern Ohio aktiv. Danach kehrte sie wieder in ihre Heimat zurück und spielt seitdem beim JVW FC.

### Nationalmannschaft
Mit der südafrikanischen U17 nahm sie an der Weltmeisterschaft 2010 teil.
Ihr Debüt für die A-Nationalmannschaft war im Januar 2011 ein Spiel gegen Sambia.
Beim Olympiaturnier der Spiele 2012 gehörte sie mit zur Auswahl Südafrikas, kam hier aber zu keinem Einsatz. Ihr erstes bekanntes Spiel für die Mannschaft danach war dann eine 0:1-Freundschaftsspielniederlage gegen die USA, bei welcher sie in der Startelf stand. Nach einer Halbzeit wurde sie gegen Nompumelelo Nyandeni ausgewechselt. Auch bei dem Turnier der Spiele im Jahr 2016 war sie wieder Teil der Auswahl, verblieb aber erneut ohne Spiel. In den folgenden Jahren folgten dann vereinzelt Einsätze bei Freundschaftsspielen.
Auch beim Afrika-Cup 2022 war sie dabei, kam hier aber nur in den ersten beiden Gruppenspielen zu ein wenig Spielzeit. Den Rest des Turniers verfolgte sie dann aus der Sicht eines Zuschauers. Am Ende gewann ihre Mannschaft das Turnier und wurde so Afrikameister. Nach dem Turnier wurde sie dann noch weiter in Freundschaftsspielen eingesetzt.
Am 23. Juni 2023 wurde sie für den finalen Kader bei der Weltmeisterschaft 2023 nominiert.

## Privates
Moodaly ist mit der südafrikanischen Fußballspielerin Gabriela Salgado liiert.